# خوزه پلاناس (بازیکن فوتبال، زاده ۱۹۰۱)
خوزه پلاناس (انگلیسی: José Planas; ۱۴ آوریل ۱۹۰۱ – ۹ آوریل ۱۹۷۷) بازیکن فوتبال اهل اسپانیا بود.
از باشگاه‌هایی که در آن بازی کرده‌است می‌توان به باشگاه فوتبال بارسلونا اشاره کرد.